# Beaumont-en-Auge
Beaumont-en-Auge (bo.mɔ̃.ɑ̃.n‿oʒⓘ) es una población y comuna francesa, situada en la región de Baja Normandía, departamento de Calvados, en el distrito de Lisieux y cantón de Pont-l'Évêque.

## Demografía
| 542 | 469 | 409 | 397 | 472 | 496 |
| Para los censos de 1962 a 1999 la población legal corresponde a la población sin duplicidades (Fuente: INSEE [Consultar]) |     |     |     |     |     |